# Баллаев, Владимир Давидович
Владимир Давидович Баллаев (1911—1995) — советский осетинский актёр театра и кино, певец. Заслуженный артист РСФСР (1979).

## Биография
Родился в 1911 году в Северной Осетии.
В 1935 году окончил актёрский факультет ГИТИСа. С этого года начал работать в Северо-Осетинском драматическом театре. Около 60 лет он отдал сцене. Член КПСС с 1950 года.
Сыграл огромное количество ролей из репертуара мировой классики и осетинских драматургов.
Владимир Баллаев был очень любим в Осетии. Песни в его исполнении пользовались и пользуются большой популярностью в Северной Осетии.
Умер в 1995 году. Похоронен на Аллее Славы Владикавказа.

## Песни
- Салам хӕстыбыдырӕй (Привет с фронта)
- Никуы дӕ кӕндзынӕн рох (Никогда тебя не буду забывать)
- Хъуыбады (Кубады (осет. имя))
- Тӕхуды гыцци
- Сусӕг уарзт (Тайная любовь)
- Мӕ уалдзыгон хур (Солнце моё весеннее)
- Мае фӕллад цӕстытӕм мын ма кӕс (Не смотри в мои усталые глаза. Дуэт с Медоевой)
- Азауы рӕсугъд
- Цины зарӕг (Песня радости)
- Мӕ зӕрдӕ судзы (Моё сердце горит)
- Бабайы хъӕбултӕ
- Хъӕбатырты зарӕг (Песня героев)
- Уарзонзинады зарӕг (Песня любви)
- Мады зӕрдӕ (Сердце матери)
- Уарзондзинад (Любовь)
- Абон нӕ фырцинӕй зарӕм (Сегодня мы поем от счастья)
- Фӕрсыс мӕ, гыцци (О чём ты просишь, мама)
- Цъӕйдон (Река Цей)
- Мӕ фыд (Мой отец)

## Театральные работы
- Батраз («Нарт Батраз» К. Казбекова),
- Садула («Чермен» Плиева),
- Ахсарбек («Желание Паша» Туаева),
- Борис («Гроза»),
- («Усгур Гаци»),
- Кассио («Отелло»),
- герцог Альбанский («Король Лир»),
- Ходжич («Олеко Дундич» Каца и Ржешевского),
- Дзержинский («Кремлёвские куранты»),
- Пупа («Две сестры» Бритаева),
- Лука Лукич («Ревизор» Гоголя)

## Награды и звания
- орден Трудового Красного Знамени (22.08.1986)
- медаль «За трудовую доблесть» (05.10.1960)
- другие медали
- Заслуженный артист РСФСР (22.06.1979)
- Народный артист СОАССР (1955)
- Заслуженный артист СОАССР

## Память
- В память Владимира Баллаева названа улица во Владикавказе.